# Wikipédia et l'invasion de l'Ukraine par la Russie
 (mai 2022).
La mise en forme du texte ne suit pas les recommandations de Wikipédia : il faut le « wikifier ».
Les points d'amélioration suivants sont les cas les plus fréquents. Le détail des points à revoir est peut-être précisé sur la page de discussion.
- Les titres sont pré-formatés par le logiciel. Ils ne sont ni en capitales, ni en gras.
- Le texte ne doit pas être écrit en capitales (les noms de famille non plus), ni en gras, ni en italique, ni en « petit »…
- Le gras n'est utilisé que pour surligner le titre de l'article dans l'introduction, une seule fois.
- L'italique est rarement utilisé : mots en langue étrangère, titres d'œuvres, noms de bateaux, etc.
- Les citations ne sont pas en italique mais en corps de texte normal. Elles sont entourées par des guillemets français : « et ».
- Les listes à puces sont à éviter, des paragraphes rédigés étant largement préférés. Les tableaux sont à réserver à la présentation de données structurées (résultats, etc.).
- Les appels de note de bas de page (petits chiffres en exposant, introduits par l'outil «  Source ») sont à placer entre la fin de phrase et le point final[comme ça].
- Les liens internes (vers d'autres articles de Wikipédia) sont à choisir avec parcimonie. Créez des liens vers des articles approfondissant le sujet. Les termes génériques sans rapport avec le sujet sont à éviter, ainsi que les répétitions de liens vers un même terme.
- Les liens externes sont à placer uniquement dans une section « Liens externes », à la fin de l'article. Ces liens sont à choisir avec parcimonie suivant les règles définies. Si un lien sert de source à l'article, son insertion dans le texte est à faire par les notes de bas de page.
- La présentation des références doit suivre les conventions bibliographiques. Il est recommandé d'utiliser les modèles {{Ouvrage}}, {{Chapitre}}, {{Article}}, {{Lien web}} et/ou {{Bibliographie}}. Le mode d'édition visuel peut mettre en forme automatiquement les références.
- Insérer une infobox (cadre d'informations à droite) n'est pas obligatoire pour parachever la mise en page.

Pour une aide détaillée, merci de consulter Aide:Wikification.
Si vous pensez que ces points ont été résolus, vous pouvez retirer ce bandeau et améliorer la mise en forme d'un autre article.
L'invasion de l'Ukraine par la Russie est largement couverte sur Wikipédia dans de nombreuses langues. Cette couverture comprend des articles sur et liés à l'invasion elle-même et des mises à jour d'articles déjà existants pour prendre en compte l'invasion. La couverture du conflit par Wikipédia et d'autres projets Wikimédia et la façon dont la communauté des rédacteurs bénévoles a réalisé cette couverture ont reçu une attention significative des médias et du gouvernement russe l'amenant à menacer Wikipédia de censure,,,,.

## Origine de la crise

### Conflit russo-ukrainien
En novembre 2013, le refus du gouvernement du président Ianoukovytch de signer l'accord d'association entre l'Ukraine et l'Union européenne, déclenche un ensemble de manifestations de grande ampleur, appelé Euromaïdan. Ces manifestations aboutissent en février 2014 à la révolution de la Dignité, qui remplace Ianoukovytch par Tourtchynov. En réaction, des soulèvements anti-Maïdan ont lieu dans les régions russophones et des référendums d'autodétermination sont organisés illégalement. La Crimée est alors annexée par la Russie et les oblasts de Donetsk et de Louhansk entrent en guerre contre l'État ukrainien.
Depuis ces événements, une situation de conflit s'installe entre la fédération de Russie et l'Ukraine, avec de temps en temps, une escalade des tensions. C'est le cas en 2021, lors de ce que l'on appelle la crise diplomatique russo-ukrainienne de 2021–2022. À la suite d'une série d'incidents et d'une augmentation du nombre de troupes russes stationnées près de la frontière russo-ukrainienne, l'Ukraine exprime ses craintes au sujet d'une invasion imminente par la Russie. Différentes instances dirigeantes mondiales (principalement l'Otan) tentent alors par la négociation de préserver l'intégrité territoriale de l'Ukraine, notamment en menaçant la Russie de sanctions économiques.

### Invasion de l'Ukraine par la Russie
Dans un discours télévisé prononcé le 21 février, le président de la Russie Poutine reconnait l'indépendance de Donetsk et Lougansk. Le même jour, il envoie des troupes dans le Donbass contrôlé par les séparatistes. Le 24 février, dans un autre discours télévisé, il déclare le début d'une « opération militaire spéciale » en Ukraine signalant le début de l'invasion de l'Ukraine par la Russie.
Peu de temps après le début du conflit armé, la Russie promulgue différentes lois de censure pour combattre la « guerre de l'information » que l'on mène contre elle. La guerre de l'information a aussi lieu sur les réseaux sociaux : Twitter et Facebook ont été restreints pour les utilisateurs russes. Wikipédia, elle aussi, est menacée par la Russie. Le Roskomnadzor demande à Wikipédia, sous peine de censure de l'encyclopédie en Russie, de modifier les nombres indiquant les pertes civiles ukrainiennes et les pertes militaires russes.

## Chronologie
Au début de la guerre, les craintes que le gouvernement russe ne bloque l'accès à Wikipédia dans le pays conduisent à des téléchargements massifs de copies de Wikipédia en russe. Fin février et début mars 2022, le plus grand nombre de téléchargements depuis les serveurs Kiwix provient de Russie,.
En Biélorussie, le contributeur wikipédien en russe Mark Bernstein est arrêté après que son identité est révélée à la suite de ses écrits sur l'invasion,.
Le 1er mars 2022, Wikipédia en langue russe publie une photo du régulateur des médias du gouvernement russe — le Roskomnadzor — lequel menace de bloquer l'accès au site Web en Russie à cause de l'article en langue russe Invasion russe de l'Ukraine de 2022, affirmant que l'article en question contient des « informations » incluant « des rapports sur de nombreuses victimes parmi le personnel militaire de la fédération de Russie ainsi que la population civile de l'Ukraine, y compris des enfants ». Wikipédia refuse de céder et déclare qu'elle ne reculera jamais devant ces « menaces » visant à priver l'accès des gens « à des informations libres ».
Le 16 mars 2022, l'Agence russe d'information juridique et judiciaire publie une interview d'Alexandre Malkevich, vice-président de la commission sur le développement de la société de l'information, des médias et des communications de masse de la Chambre civique de la fédération de Russie. Dans cette interview, Malkevich déclare que Wikipédia (en russe et autres) devient une « tête de pont de la guerre de l'information contre la Russie ». Il déclare également que les forces de l'ordre russes ont identifié treize personnes qui effectuent des « éditions politiquement engagées » des articles de Wikipédia, et environ 30 000 blogueurs participant « à la guerre de l'information contre la Russie ».
Selon Novaïa Gazeta, des structures pro-Kremlin liées à Evgueni Prigojine sont activement impliquées dans le repérage et la divulgation des « coordinateurs d'une attaque informationnelle contre la Russie », y compris les rédacteurs de Wikipédia. Novaïa Gazeta rapporte également que des employés du Service spécial des communications de Russie tentent de diffuser de la propagande pro-Kremlin en éditant des articles de Wikipédia.
Le 31 mars, le Roskomnadzor exige que Wikipédia supprime toute information sur l'invasion qui « mésinforme » les Russes, sous peine d'une amende pouvant aller jusqu'à 4 millions de roubles (ce qui correspond à environ 47 000 à 49 000 dollars),.
En avril 2022, EU vs Disinfo révèle que quatre organes de désinformation pro-russes sont référencés dans au moins 625 articles de Wikipédia. La plupart de ces références se trouvent dans Wikipédia en russe (136 articles), Wikipédia en arabe (70), Wikipédia en espagnol (52), Wikipédia en portugais (45) et Wikipédia en vietnamien (32). Wikipédia en anglais et Wikipédia en français, quant à elles, ont supprimé la plupart de ces références.

## Réponses de Wikipédia
Le Wikipédia en géorgien a changé son logo pour refléter la couleur bleu et or du drapeau ukrainien.
La Wikimedia Foundation a publié une déclaration le 1er mars 2022, appelant à « un accès continu à des connaissances libres et ouvertes » et à « une résolution immédiate et pacifique du conflit ».